# خرشقلي
خِرْشَقْلِي أو بُلْطي أو مُشْط أو جَثوم أو كُرومِس (الاسم العلمي: Chromis)، جنس أسماك من فصيلة القعيسيات، أنواعه 99. هي أسماك ذات شعبية بسبب صغر حجمها، وتحملها للمياه الرديئة، ألوانها الزاهية. سُمي هذه الجنس على أحد الشخصيات اليونانية الأسطورية.